# James Justin
James Justin, né le 23 février 1998 à Luton, est un footballeur anglais qui évolue au poste de défenseur à Leicester City.

## Biographie

### En club
Formé à Luton Town, Justin James fait ses débuts en équipe première en entrant en fin de match contre Exeter City (victoire 4-1) le 7 mai 2016. Il inscrit six buts en cent-quatorze matchs toutes compétitions confondues avant de quitter son club formateur en 2019.
Le 28 juin 2019, Justin s'engage pour cinq saisons avec Leicester City.
Le 24 septembre 2019, il joue son premier match avec Leicester en étant titularisé contre Luton Town en Coupe de la Ligue anglaise. Il inscrit également son premier but lors de ce match, que Leicester remporte 0-4.

### En sélection nationale
Le 24 août 2017, Justin honore sa première sélection avec l'équipe d'Angleterre des moins de 20 ans en entrant en fin de match contre les Pays-Bas (victoire 3-0). Trois jours plus tard, il commence le match contre la Suisse, en étant remplacé à la 62e minute (score final 0-0).
Le 9 septembre 2019, Justin honore sa première sélection avec l'équipe d'Angleterre espoirs, contre le Kosovo, en remplaçant Max Aarons en fin de match. Ce match gagné 2-0 entre dans le cadre des éliminatoires de l'Euro espoirs 2021.

## Statistiques
| Saison                | Club                  | Championnat           | Championnat | Championnat | Coupe nationale | Coupe nationale | Coupe de la Ligue | Coupe de la Ligue | Compétition(s) continentale(s) | Compétition(s) continentale(s) | Compétition(s) continentale(s) | Play-offs | Play-offs | Total | Total |
| Saison                | Club                  | Division              | M.          | B.          | M.              | B.              | M.                | B.                | Comp.                          | M.                             | B.                             | M.        | B.        | M.    | B.    |
| 2015-2016             | Luton Town            | League Two            | 1           | 0           | -               | -               | -                 | -                 | -                              | -                              | -                              | -         | -         | 1     | 0     |
| 2016-2017             | Luton Town            | League Two            | 29          | 1           | 7               | 0               | 1                 | 0                 | -                              | -                              | -                              | 2         | 0         | 39    | 1     |
| 2017-2018             | Luton Town            | League Two            | 17          | 2           | 5               | 0               | -                 | -                 | -                              | -                              | -                              | -         | -         | 22    | 2     |
| 2018-2019             | Luton Town            | League One            | 43          | 3           | 8               | 0               | 1                 | 0                 | -                              | -                              | -                              | -         | -         | 52    | 3     |
| Sous-total            | Sous-total            | Sous-total            | 90          | 6           | 20              | 0               | 2                 | 0                 | -                              | -                              | -                              | 2         | 0         | 114   | 6     |
| 2019-2020             | Leicester City        | Premier League        | 13          | 0           | 3               | 0               | 2                 | 1                 | -                              | -                              | -                              | -         | -         | 18    | 1     |
| 2020-2021             | Leicester City        | Premier League        | 23          | 2           | 2               | 1               | -                 | -                 | C3                             | 6                              | 0                              | -         | -         | 31    | 3     |
| 2021-2022             | Leicester City        | Premier League        | 13          | 0           | 1               | 0               | -                 | -                 | C3+C4                          | 0+5                            | 0+1                            | -         | -         | 19    | 1     |
| 2022-2023             | Leicester City        | Premier League        | 14          | 0           | -               | -               | 1                 | 1                 | -                              | -                              | -                              | -         | -         | 15    | 1     |
| 2023-2024             | Leicester City        | Championship          | 39          | 2           | 3               | 0               | 3                 | 0                 | -                              | -                              | -                              | -         | -         | 45    | 2     |
| 2024-2025             | Leicester City        | Premier League        | 29          | 2           | 2               | 2               | 1                 | 0                 | -                              | -                              | -                              | -         | -         | 32    | 4     |
| Sous-total            | Sous-total            | Sous-total            | 131         | 6           | 11              | 3               | 7                 | 2                 | -                              | 11                             | 0                              | -         | -         | 160   | 11    |
| Total sur la carrière | Total sur la carrière | Total sur la carrière | 221         | 12          | 31              | 3               | 9                 | 2                 | -                              | 11                             | 0                              | 2         | 0         | 274   | 17    |

## Palmarès
- Leicester City
  - EFL Championship
    - Champion : 2024

  - FA Cup
    - Vainqueur : 2021

- Luton Town
  - Championnat d'Angleterre de D3
    - Champion : 2019.

  - Championnat d'Angleterre de D4
    - Vice-champion : 2018.

### Distinction personnelle
- Membre de l'équipe-type de D3 anglaise en 2019.